# مایکل اونتاکین
مایکل اونتاکین (انگلیسی: Michael Ontkean؛ زادهٔ ۲۴ ژانویهٔ ۱۹۴۶) یک هنرپیشه اهل کانادا است.
از فیلم‌ها یا برنامه‌های تلویزیونی که وی در آن نقش داشته است می‌توان به فرزندان، توئین پیکس: با من بر آتش برو و تمام شب اشاره کرد.